# Chaetodon sedentarius
Chaetodon sedentarius is een  straalvinnige vissensoort uit de familie van koraalvlinders (Chaetodontidae). De wetenschappelijke naam van de soort is voor het eerst geldig gepubliceerd in 1860 door Poey.
De soort staat op de Rode Lijst van de IUCN als niet bedreigd, beoordelingsjaar 2009. De omvang van de populatie is volgens de IUCN stabiel.